# Bleifreie Munition

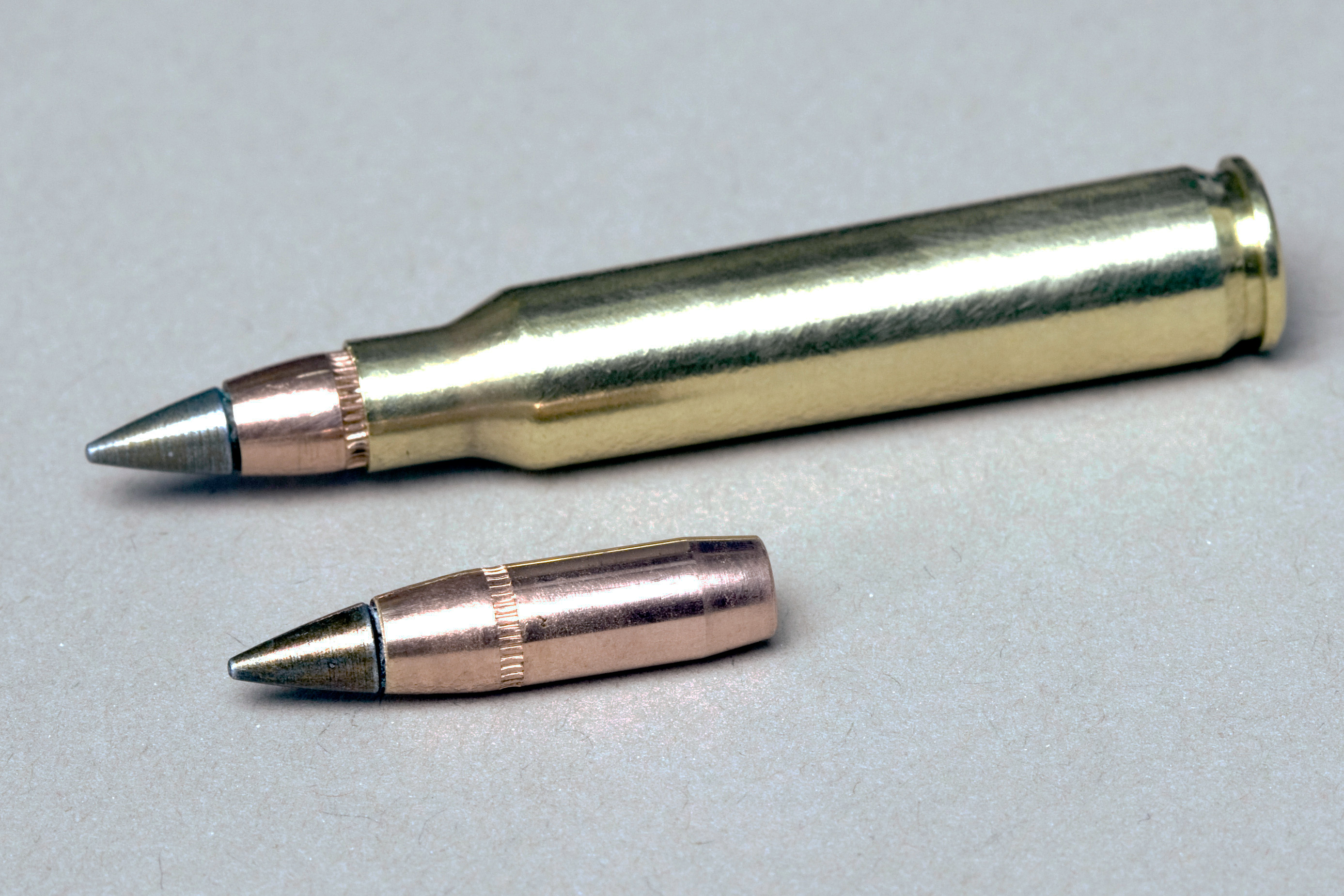
Militärische M855A1 5,56×45-mm-NATO-Munition mit Kupfer-Geschoss und Stahlspitze

Bleifreie Munition verwendet man aus Gründen des Umwelt- und Gesundheitsschutzes. Herkömmliche Patronenmunition enthält Blei sowohl in den Projektilen als auch in den Anzündhütchen. Verallgemeinert wird von schadstoffarmer bzw. „grüner“ Munition gesprochen. Denn auch andere gefährliche Stoffe wie Barium oder Antimon finden sich in herkömmlichen Patronen.
Innerhalb der Europäischen Union sind die Regelungen zur Verwendung bleihaltiger und bleifreier Munition uneinheitlich.

## Problematik von bleihaltiger Munition

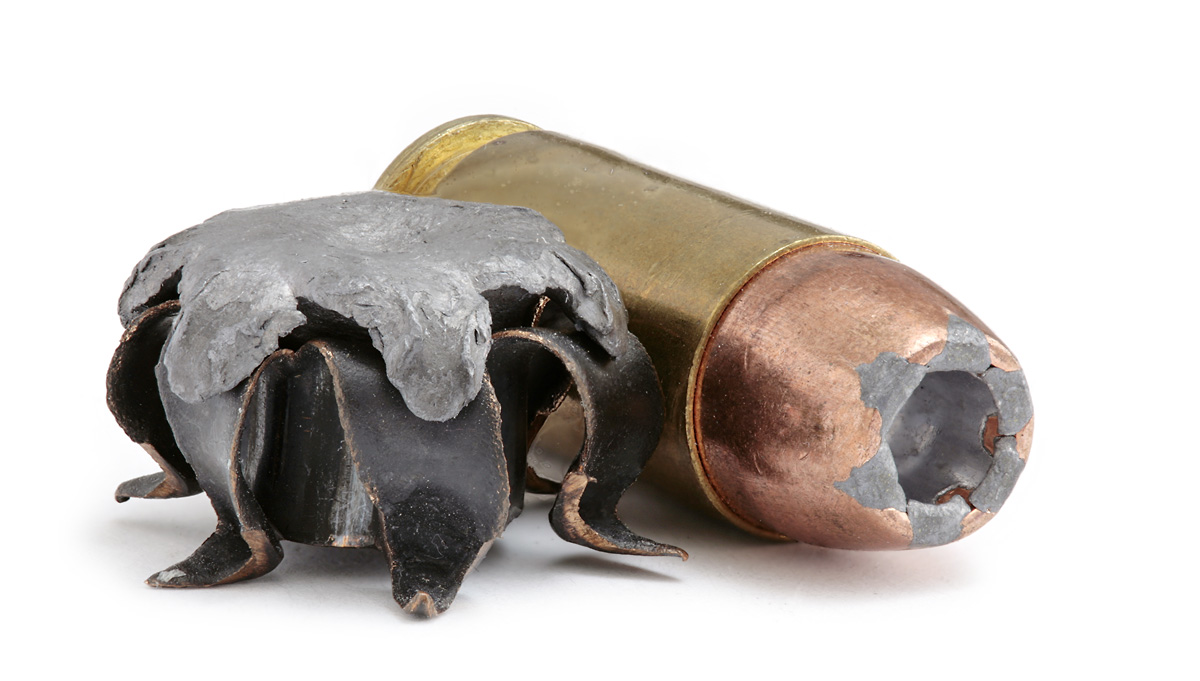
Rechts: Patrone Kaliber .40 S&W mit Hohlspitzgeschoss, links: nach Aufprall im Ziel aufgepilztes Geschoss desselben Kalibers mit offenliegendem Bleikern

### Gefährdung des Schützen
Im Anzündhütchen ist Blei im Initialsprengstoff Bleitrinitroresorcinat enthalten. Bei der Schussabgabe gelangen die Verbrennungsrückstände in die Umgebung. Zusätzliche Belastung kommt vom Abrieb der Bleigeschosse im Lauf. Auch die meisten Mantelgeschosse sind nicht vollständig ummantelt, sondern haben am Heck eine freilegende Stelle. Heiße Pulvergase lösen beim Abschuss Bleipartikel aus dem Heck des Geschosses heraus. So kann es vorkommen, dass die Luft an Schießständen gesundheitsschädliche Konzentration von Bleipartikeln enthält. Auch die Art des Kugelfangs kann die Luftqualität beeinflussen. Während weiche Kugelfänge das Geschoss absorbieren, führen harte Kugelfänge wie Kettengeschossfang zum Splittern der Geschosse, was zu erhöhten Metallstaubkonzentrationen in der Raumluft führen kann.
Gefährdet sind vor allem Personen wie Schießausbilder und intensiv trainierende Spezialeinheiten auf Schießplätzen mit nicht ausreichender Lüftung.

### Grundwassergefährdung
Im Kugelfang sowie beim Scheibenstand der Schießstände ergeben sich durch das Blei in den Geschossen hohe Bleikonzentrationen im Gramm-pro-Kilogramm-Bereich, die allerdings auf den relativ kleinen Raum begrenzt sind. Anders als bei Schießständen ist es hingegen bei den weitläufigen Anlagen für Wurfscheibenschießen, bei denen das Bleischrot großflächiger verteilt wird.

#### Beispiel  USA
Die Streitkräfte der Vereinigten Staaten mussten viele Schießstände schließen, da Blei in das Grundwasser gelangt war. Die Kosten für die Beseitigung dieser Umweltschäden wurden im Jahre 2009 auf 9 Milliarden US-Dollar geschätzt.

#### Beispiel Schweiz
In der Schweiz enthalten die Böden bei Schießständen rund 30 000–40 000 Tonnen Blei. Bis zum Jahr 2020 mussten gegen 2500 zivile Schießstände saniert werden. Zusammen mit den Schießplätzen der Armee werden die Sanierungskosten auf 1 Milliarde Schweizer Franken geschätzt. Seit 2021 darf in der Schweiz nicht mehr in den Boden geschossen werden, d. h. Erdwälle können nicht mehr als Kugelfang verwendet werden.

### Gefährdung von Wildtieren
Eine große Beachtung der Problematik zeigt sich bei der Jagd. Insbesondere große aasfressende Vögel wie Seeadler, Riesenseeadler, Kalifornienkondor sind weltweit durch Bleivergiftung bedroht. Einer Schätzung der ECHA zufolge sterben in der EU jährlich rund eine bis zwei Millionen Landvögel an einer Bleivergiftung. Die Hauptquelle ist Aufbruch von Tieren, welche mit bleihaltigen Geschossen erlegt wurden. Deswegen wurde in verschiedenen deutschen Bundesländern, Kalifornien oder auf Hokkaidō die Jagd mit bleihaltigen Geschossen verboten. Zwar können Jäger den Aufbruch vergraben, was aber nicht immer zweckmäßig ist, z. B. bei gefrorenem Boden. Auch wenn der Aufbruch vergraben wird, können ihn z. B. Wildschweine wieder ausgraben.
Im Gegensatz zu den Aasfressern, welche das Blei mit dem Aas aufnehmen, halten viele Wasservögel die Kügelchen des Schrotes selbst für Nahrung. Auch aus diesem Grund ist in manchen Gebieten die Jagd mit Bleimunition an Gewässern verboten.
Zu den organischen Folgen einer Bleivergiftung kommen dadurch ebenfalls verursachte Verhaltensstörungen und hieraus resultierende Unfälle, z. B. mit Zügen oder Windrädern.

### Gefährdung des Menschen bei Wildverzehr
Bei durchschnittlichem Verzehr von Wildfleisch wird nicht vor einer Gefährdung gewarnt. Nur Vielverzehrer, z. B. in Jägerhaushalten, oder als Teil einer Risikogruppe (Schwangerschaft und Kleinkind) wenn häufig mit Bleigeschossen erlegtes Wild verzehrt wird, unterliegen einer eventuellen Gefährdung.

## Alternativen

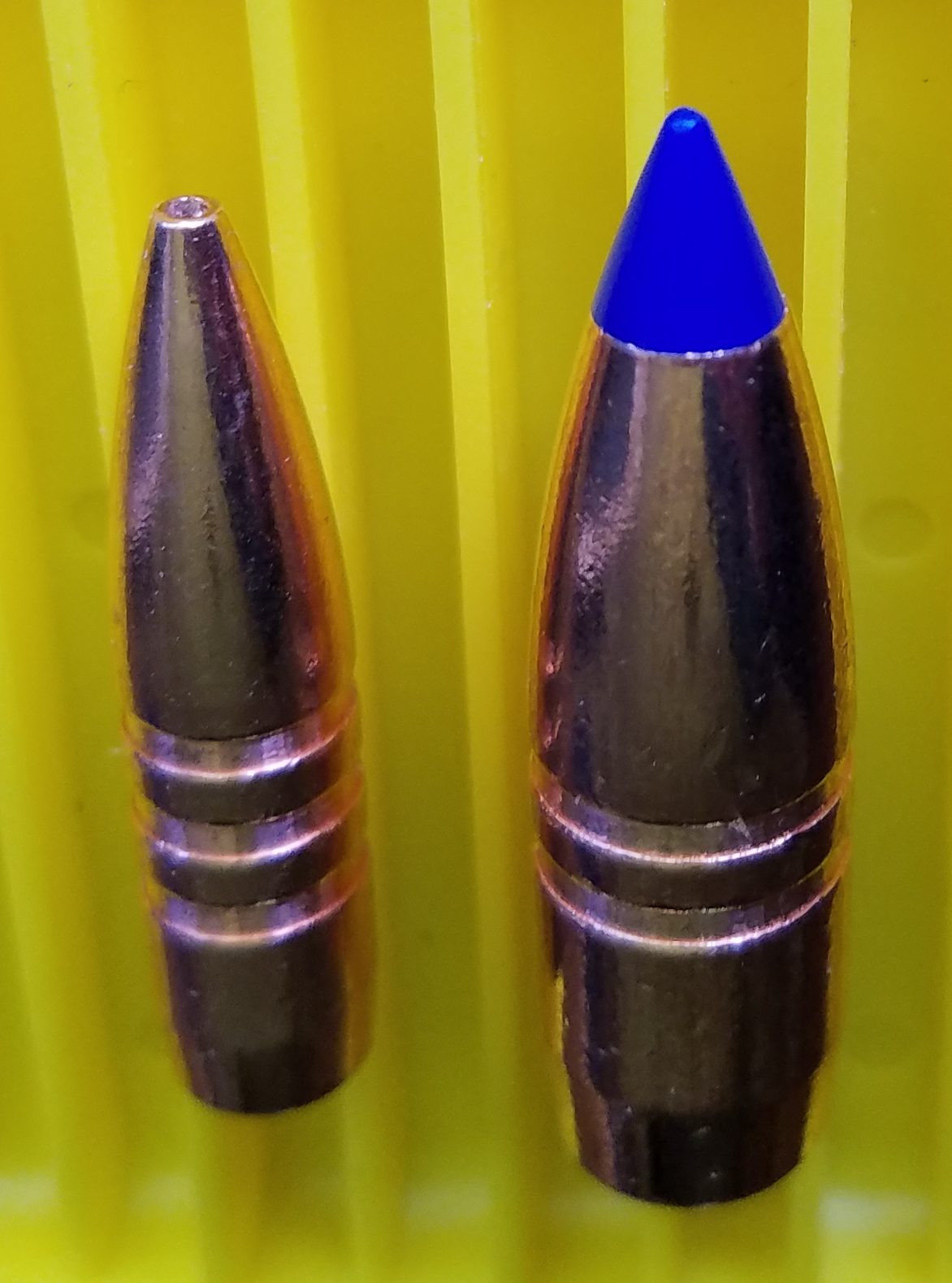
Vollgeschosse aus Kupfer zur Jagd.

Die Munitionsindustrie entwickelte bleifreie Zündsätze, Bleikern-Mantelgeschosse mit abgedecktem Boden sowie bleifreie Geschosse und Schrot. Darunter sind Vollgeschosse aus Kupfer bzw. Kupferlegierungen wie Tombak, oder Mantelgeschosse mit Kern aus Wolfram/Nylon. Gemische aus Zinn oder Zink mit massereichen Metallen werden mit Verfahren der Pulvermetallurgie zu Metallmatrix-Verbundwerkstoff in Form der Geschosse gepresst. Bei Schrot sind als Alternativen Weicheisen, Zink, Bismut und Wolfram verfügbar. Lediglich Legierungen aus Wolfram gleichen den Leistungsparametern von Blei, sind dafür aber wesentlich härter.
Die verschiedenen Alternativen für Blei sind nicht unumstritten. Die United States Army führte in den 1990ern wolframhaltige Trainingsgeschosse ein, weil dieses Material als weniger toxisch galt. Diese Ansicht wurde später durch verschiedene Studien in Frage gestellt und die US Army beendete die Beschaffung. Auch das Kupfer ist nicht unbedenklich.
Nachteilig ist, dass bleifreie Geschosse teurer sind. Zudem gibt es divergierende Ansichten und Erfahrungen zum Abprallverhalten sowie waidgerechter Tötungswirkung. Das deutsche Bundesministerium für Ernährung und Landwirtschaft hat bei einer Untersuchung im Jahre 2014 festgestellt, dass das Abprallverhalten nicht signifikant erhöht ist und keine signifikanten Unterschiede bei waidgerechter Tötungswirkung vorliegen.
Die ballistischen Auswirkungen müssen bei der Umstellung auf bleifreie Kugelmunition berücksichtigt werden, da diese leichter und härter ist. Es wird eine höhere Geschwindigkeit benötigt, damit die Geschosse eine analoge Zielenergie aufweisen und sich diese im Ziel deformieren und zerlegen, sodass eine schnelle Tötungswirkung sichergestellt werden kann.

## Fernsehbeiträge
- Die Zukunft der Jagd ist bleifrei, Einstein, 20. Februar 2014 (ab 11:15; teilweise Schweizerdeutsch gesprochen).
- Restricting the use of lead in the EU: towards sustainable outdoor shooting auf YouTube, März 2021 (mit deutschen Untertiteln).